# Opbrengst (scheikunde)
Opbrengst, (reactie)rendement of omzettingsgraad is een begrip uit de scheikunde en wordt berekend door de feitelijke verkregen hoeveelheid van een stof te delen door de maximale mogelijke hoeveelheid. De opbrengst is een dimensieloze grootheid, en wordt dikwijls uitgedrukt in procent. 
Afhankelijk van de context spreekt men van opbrengst, rendement, conversie, omzettingsgraad, ionisatiegraad, dissociatiegraad, etc. Ook de selectiviteit is een uitdrukking van opbrengst. Deze begrippen kunnen kleine betekenisverschillen inhouden, maar algemeen kan het rendement voorgesteld worden als:
{\displaystyle R={\frac {O}{O_{\mathrm {t} }}}}
waarbij:
- R = het rendement
- O = de eigenlijke opbrengst
- Ot = de theoretische opbrengst
- men de fractie nog met 100 % kan vermenigvuldigen, indien gewenst.

Om de veelheid aan begrippen te reduceren, definieert IUPAC de omzettingsgraad, met symbool {\displaystyle \alpha }, eenduidig als de verhouding van de vorderingsgraad op de maximale waarde van de vorderingsgraad, die bepaald wordt door het beperkend (limiterend) reagens.
{\displaystyle \alpha ={\frac {\xi }{\xi _{\mathrm {max} }}}}
Dit komt overeen met de conversie berekend op basis van het beperkend reagens. De omzettingsgraad kan waarden tussen 0 en 1 aannemen.

## Voorbeeld
Als 30 g azijnzuur met 16 g methanol gemengd wordt, kan maximaal 37 g methylacetaat en 9 g water gevormd worden. Als in de praktijk na zuivering slechts 7,4 g methylacetaat verkregen wordt is de opbrengst:
{\displaystyle {\frac {7{,}4}{37}}\cdot 100\ \%=20\ \%}
Meestal wordt deze berekening uitgevoerd door met de stofhoeveelheid mol te werken. Bovenstaand voorbeeld wordt dan: 0,50 mol azijnzuur reageert met 0,50 mol methanol tot maximaal 0,50 mol methylacetaat. Er wordt 0,10 mol methylacetaat verkregen, zodat de berekening wordt:
{\displaystyle {\frac {0{,}10}{0{,}50}}\cdot 100\ \%=20\ \%}
De opbrengst wordt altijd bepaald op basis van de mogelijke opbrengst. Als van een van de reactanten erg weinig gebruikt wordt (erg duur bijvoorbeeld) dan bepaalt deze reactant de maximale opbrengst:

### Ondermaat in de reactie
Als in plaats van 30 g azijnzuur in bovenstaand voorbeeld slechts 15 g gebruikt wordt (en wel 16 g methanol), wordt de maximale opbrengst 18,5 g methylacetaat. Voor de vorming van één molecuul methylacetaat zijn én een molecuul azijnzuur én een molecuul methanol nodig. Als een van de twee op is kan de reactie niet verder. Wordt nog steeds 7,4 g van de stof geïsoleerd, dan wordt de opbrengst:
{\displaystyle {\frac {7{,}4}{18{,}5}}\cdot 100\ \%=40\ \%}
of in mol
{\displaystyle {\frac {0{,}10}{0{,}25}}\cdot 100\ \%=40\ \%}

### Opbrengst ten opzichte van ...
Soms wordt de opbrengst aangegeven ten opzichte van een van de uitgangsstoffen. In bovenstaand voorbeeld met de ondermaat azijnzuur is de opbrengst ten opzichte van azijnzuur 40 %, maar ten opzichte van methanol slechts 20 %. Vandaar dat IUPAC aanbeveelt om de omzettingsgraad altijd aan de hand van het limiterend reagens te berekenen, zijnde {\displaystyle \alpha =0{,}40} in dit geval.

## Praktijk
Zelfs als de uitgangsstoffen zeer precies in de juiste verhoudingen met elkaar gemengd worden, is dat geen garantie voor het verkrijgen van het gewenst product in de voorspelde hoeveelheid. Verliezen treden op door:
- Niet voldoende reactietijd
- Evenwichtsreacties
- Nevenreacties
- Volgreacties
- Verliezen tijdens overdracht tussen recipiënten
- Verliezen tijdens zuivering

Het optimaliseren van de eerste vier redenen zijn vooral het studieterrein van de chemicus. De laatste reden is meer het terrein van de technicus.

## Opbrengst en rendement
Hoewel de termen opbrengst en rendement voor de leek erg op elkaar lijken is het gebruik ervan genuanceerder. Vaak wordt de term opbrengst gebruikt om in het laboratorium de opbrengst van een eenstapssynthese weer te geven. In de procesindustrie wordt de term rendement gebruikt om aan te geven hoe efficiënt het hele proces verloopt. Omdat niet-gereageerde stof weer aan de reactieomstandigheden blootgesteld kan worden, wordt het rendement van het proces veel groter.

### Voorbeeld[2]
De reactie van methaan met chloor levert chloormethaan. De reactievergelijking is:
{\displaystyle {\ce {CH4 + Cl2 -> CH3Cl + HCl}}}
De reactievergelijking geeft de indruk dat het mengen van 1 mol methaan met 1 mol chloor tot een mol product en 1 mol bijproduct (HCl) zal leiden. Door een zijreactie ontstaat echter ook ethaan in deze reactie. Door een volgreactie kan het al gevormde chloormethaan weer met chloor reageren en dichloormethaan geven.
Door de reactie met heel veel methaan uit te voeren worden beide problemen ondervangen. Alle chloor zal reageren, maar de zij- en de volgreactie krijgen geen kans. Het reactiemengsel wordt door water geleid, waarin het HCl-gas goed oplost. Door het mengsel te koelen tot ongeveer −40 °C zal het gevormde chloormethaan als vloeistof condenseren. Methaan blijft als enige gas over, en kan weer naar de reactor geleid worden. Als bij elke doorgang door de reactor 50 % van het aanwezige methaan in chloormethaan wordt omgezet, is de opbrengst van de reactie ten opzichte van methaan 50 %. De proces-opbrengst kan, zeker als zij- en volgreacties ontbreken, snel oplopen: Na de eerste rondgang is 50 % van het methaan omgezet. Bij een tweede rondgang wordt weer 50 % van het aanwezige methaan omgezet. Deze rondgang levert dus 0,5 × 0,5 = 0,25 = 25 % chloormethaan op ten opzichte van de oorspronkelijke hoeveelheid methaan. De totale hoeveelheid chloormethaan komt dan op 75 %.
In onderstaande tabel is de berekening voor een aantal procescycli uitgevoerd. De getallen geven steeds de situatie na het in de kop van de kolom genoemde aantal cycli.
| Component     | Start | Na 1 cyclus | Na 2 cycli | Na 3 cycli | Na 4 cycli |
| ------------- | ----- | ----------- | ---------- | ---------- | ---------- |
| methaan       | 100   | 50          | 25         | 12,5       | 6,25       |
| chloormethaan | 0     | 50          | 75         | 87,5       | 93,75      |

## Verwijzingen in de tekst
1. ↑  Quantities, units and symbols in physical chemistry. Royal Society of Chemistry, London, UK (2023). ISBN 978-1-83916-318-0.
2. 1 2  Het hier gegeven voorbeeld is puur didactisch. Genoemde getallen moeten in dat licht gezien worden, een opbrengst van 50% is bijvoorbeeld erg hoog voor een reactie waar slechts een kleine hoeveelheid chloor aanwezig is.